# Ilgar Mirzayev
Pour les articles homonymes, voir Mirzayev.
Ilgar Mirzayev était un colonel des forces armées d'Azerbaïdjan, d'artillerie du 3e corps d'armée des forces armées azerbaïdjanaises, héros national de l'Azerbaïdjan.

## Biographie
Ilgar Mirzayev est né à Gardabani le 8 mai 1973. Il avait servi à Bakou, Gandja, Nakhitchevan, Beylagan, Goranboy et Chamkir au cours de différentes années. Il a servi en première ligne lors des affrontements d'avril 2016. Le 23 février 2019, Mirzayev est nommé chef d'artillerie du 3e corps d'armée.
Mirzayev a pris part aux affrontements à la frontière arméno-azerbaïdjanaise en juillet 2020. Il a été tué le 14 juillet 2020, sur le territoire du district de Tovuz.

## Prix
- Médaille d'Étoile d'Or (Azerbaïdjan)
- Médaille de distinction au service militaire
- Médaille pour service irréprochable
- Médaille "95e anniversaire des forces armées d'Azerbaïdjan"

- Médaille "95e anniversaire des forces armées d'Azerbaïdjan (1918-2013)"[4]